# United Technologies Corporation
United Technologies Corporation (UTC) fue un conglomerado multinacional estadounidense con sede en Hartford, Connecticut.  Se dedicaba a la investigación, desarrollo y fabricación de productos de alta tecnología, tanto para el sector militar, con la fabricación de motores de avión, como para el sector civil, con la fabricación y desarrollo de pilas de combustible, HVAC, ascensores, sistemas de seguridad o escaleras mecánicas.
Fue también uno de los grandes contratistas militares de Estados Unidos, con lo que una de sus principales fuentes de ingresos −alrededor del 10% de su facturación− provenían de la venta de productos tecnológicos al sector militar, con la fabricación de motores y misiles. 
Tuvo su origen en la United Aircraft Corporation, un fabricante de aviones estadounidense creado en 1934 por la desintegración de United Aircraft and Transport Corporation. Con el fin de diversificarse a otros sectores tecnológicos y no depender exclusivamente del sector aeroespecial, United Aircraft cambió su nombre a United Technologies Corporation en 1975. Algunas de las importantes empresas que formaban parte del conglomerado de UTC antes de su desaparición fueron Otis Elevator Company, Pratt & Whitney, UTC Aerospace Systems o UTC Climate, Controls & Security. Antiguamente también formó parte de UTC el importante fabricante de helicópteros Sikorsky Aircraft.
El conglomerado UTC desapareció como tal el 3 de abril de 2020, cuando después de un año de preparativos finalizó la fusión de su filial aeroespacial con la empresa Raytheon Company. Antes de concluir la fusión, UTC escindió varias de sus divisiones industriales, con lo que compañías como Otis o Carrier Corporation dejaron de depender de su matriz. Si bien sobre el papel las siglas UTC fueron las supervivientes nominales de la fusión, la compañía cambió su nombre a Raytheon Technologies y trasladó su sede a Waltham.

## Historia
Hasta 1975 la historia de UTC pasó a través de United Aircraft

### Décadas de 1970 y 1980
En 1974, Harry Gran abandonó Litton Industries para convertirse en director general de United Aircraft. Con una estrategia centrada en el crecimiento y en la diversificación, la empresa matriz cambió su nombre a United Technologies Corporation (UTC) en 1975, con la intención de reflejar ese intento de diversificación en distintos sectores de alta tecnología más allá de la industria aeroespacial. El cambio de nombre se formalizó el 1 de mayo de 1975. La empresa también intentó aumentar sus ingresos procedentes del negocio civil para intentar reducir su dependencia de los negocios militares, su principal fuente de ingresos. Durante el resto de la década de 1970 la compañía adquirió numerosas empresas como M&A, Otis Elevator (1976), Carrier Refrigeration o Mostek (1979).
Su condición de contratista militar fue una de las motivaciones que llevaron a la empresa a este giro en sus estrategias comerciales. Dejando a un lado el negocio militar, UTC trató de expandirse siguiendo un ambicioso programa de diversificación. La principal industria de UTC siguió siendo la alta tecnología enfocada al sector aeroespacial luego de numerosas adquisiciones y fusiones de otras compañías. Algunas analistas de Wall Street pusieron en cuestión la baja cuantía de las adquisiciones, aparentemente casi a cualquier precio.
Mostek fue vendida en 1985 a la empresa francesa Thomson.

### Década de 1990
UTC adquirió Sundstrand Corporación en 1999. Más tarde Hamilton Standard fue absorbido por UTC y pasó a llamarse Hamilton Sundstrand.

### 2000-2009

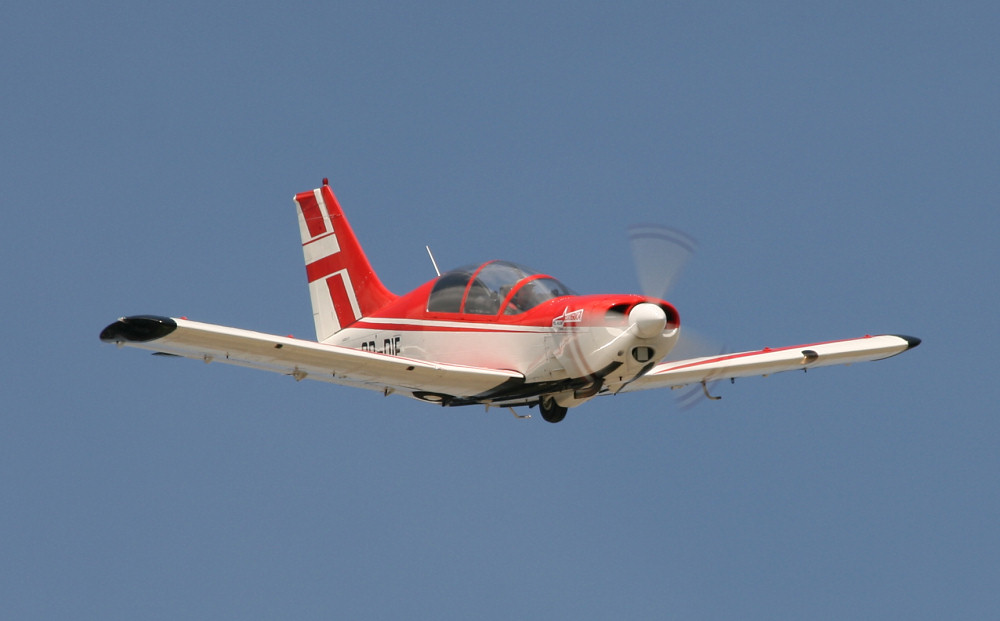
Un PZL M26 Iskierka, fabricado por PZL Mielec, empresa antes perteneciente a UTC

En 2003, UTC entró en el negocio de prevención y extinción de incendios con la compra de la empresa Chubb Security. En 2004, UTC adquirió el 100% de Schweizer Aircraft Corporation, empresa que estaba previsto que se convirtiera en una subsidiaria de Sikorsky. En 2005, UTC continuó aumentando su inmersión en el negocio de la prevención y extinción de incendios con la compra de Kidde. También en 2005 adquirió Boeing Rocketdyne, que se fusionó con Pratt & Whitney.
En 2007, UTC creó Hawk Works y el Rapid Prototyping and Military Derivatives Completion Center (RPMDCC), situado al oeste del aeropuerto regional Elmira-Corning en Big Flats, Nueva York. 
En marzo de 2008, UTC anunció que había hecho una oferta de 2630 millones de dólares para adquirir Diebold , un fabricante de Ohio con sede en Canton, dedicado a la instalación de cajeros automáticos y diversos sistemas de seguridad electrónica.  En septiembre de 2008 el presidente de UTC comentó que la adquisición de Diebold cada vez era más improbable. Diebold finalmente rechazó la oferta de UTC por considerarla inadecuada. 
En noviembre de 2008, de UTC adquirió NORESCO, una de las mayores empresas energéticas de Estados Unidos.
Los días 9 y 10 de diciembre de 2009, UTC anunció que adquiriría una participación del 49,5% en Carpintería (Clipper Windpower) mediante la compra de 84,3 millones de nuevas acciones y 21,8 millones de acciones de los accionistas por un total de 206 millones de dólares estadounidenses. Clipper declaró que la compra «reforzaría significativamente su balance y mejoraría sus operaciones e iniciativas estratégicas».

### Década de 2010
En abril de 2010 UTC anunció que estaba invirtiendo 15 millones de euros en la United Technologies Research Centre de Cork, en Irlanda, que investigaría sobre sistemas de energía y seguridad.
El 18 de octubre de 2010, UTC anunció un acuerdo para adquirir el resto de la empresa Clipper. 
En septiembre de 2011, UTC alcanzó un principio de acuerdo para adquirir al fabricante de componentes aeronáuticos Goodrich Corporation por 18.000 millones de dólares, asumiendo también los 1900 millones de deuda de Goodrich.
En junio de 2012, se descubrió que UTC había vendido tecnología militar a China.  United Techonologies se declaró culpable de violar la Ley de Control de Exportación de Armas (Arms Export Control Act) y haber mentido. UTC y sus subsidiarias fueron multadas con 75 millones de dólares. 
En julio de 2012, United Technologies adquirió Goodrich y la fusionó con Hamilton Sundstrand, la organización resultante es actualmente UTC Aerospace Systems .
En febrero de 2013, UTC Power fue vendido a ClearEdge Energy.
En julio de 2014 UTC building & Industrial Systems comenzó un proceso de negociación para la adquisición del grupo CIAT, empresa francesa basada en la industria de la calefacción, ventilación y aire acondicionado (HVAC). Finalmente en junio de 2015 la compra se hizo efectiva.
En julio de 2015, United Technologies Corporation anunció la venta de Sikorsky Aircraft a Lockheed Martin por 9000 millones de dólares.
En junio de 2019, United Technologies anunció su intención de fusionarse con el importante contratista militar Raytheon para formar Raytheon Technologies Corporation. La compañía combinada, valorada en más de 100.000 millones de USD después de las escisiones planificadas, se convertiría en la segunda compañía aeroespacial y de defensa más grande del mundo por ventas detrás de Boeing. UTC desapareció como tal el 3 de abril de 2020, cuando después de un año de preparativos finalizó la fusión de su filial aeroespacial con Raytheon Company. Aunque UTC fue el superviviente nominal, la empresa resultante instaló su sede en Waltham, en el estado de Massachusetts, donde tenía su sede Raytheon.

## Sectores, marcas y empresas

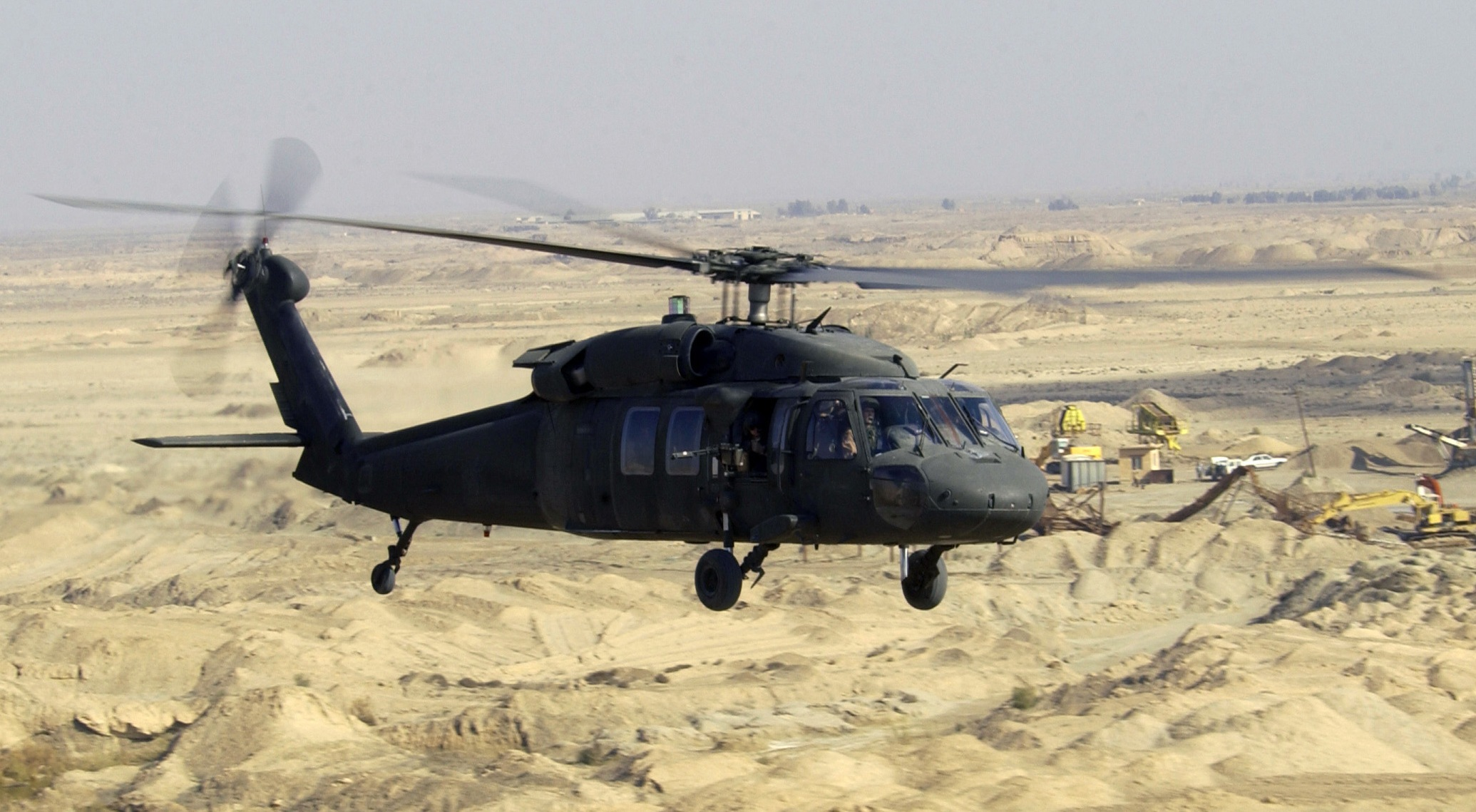
Un helicóptero UH-60 Black Hawk, fabricado por Sikorsky Aircraft cuando la empresa pertenecía a UTC, quien la vendió en 2015.

- Carrier: fabricante global de calefactores, ventilación, aire acondicionado y sistemas de refrigeración.

- Noresco

- Clipper Windpower: fabricante de turbinas eólicas. En marzo de 2012 UTC anunció su intención de venderla.
- UTC Aerospace Systems: diseña y fabrica sistemas aeroespaciales, aviones comerciales, empresariales y militares; es un importante proveedor para los programas espaciales internacionales. Proporciona productos industriales para las industrias de hidrocarburos, química y de procesamiento de alimentos, la construcción y las empresas mineras. UTC Aerospace Systems fue formada por la combinación de dos líderes de la industria, Hamilton Sundstrand y Goodrich en 2012.
- Otis : fabricante, instalador y administrador de ascensores, escaleras mecánicas y pasillos móviles.
- Pratt & Whitney : diseña y construye motores de aviones, turbinas de gas y motores de cohetes.

- Pratt & Whitney Canadá :
- Pratt & Whitney Rocketdyne (vendida en junio de 2013, ahora forma parte de GenCorp)

- UTC Fire & Security : fabrica sistemas de prevención y extinción de incendios, sistemas de alarma y seguridad y además proporciona servicios de integración y supervisión de sistema de seguridad.
- United Technologies Research Center (UTRC): centro de investigación centralizado que da soporte a todas las unidades de negocio de UTC en el desarrollo de nuevas tecnologías y procesos.[25]

### Antiguas empresas

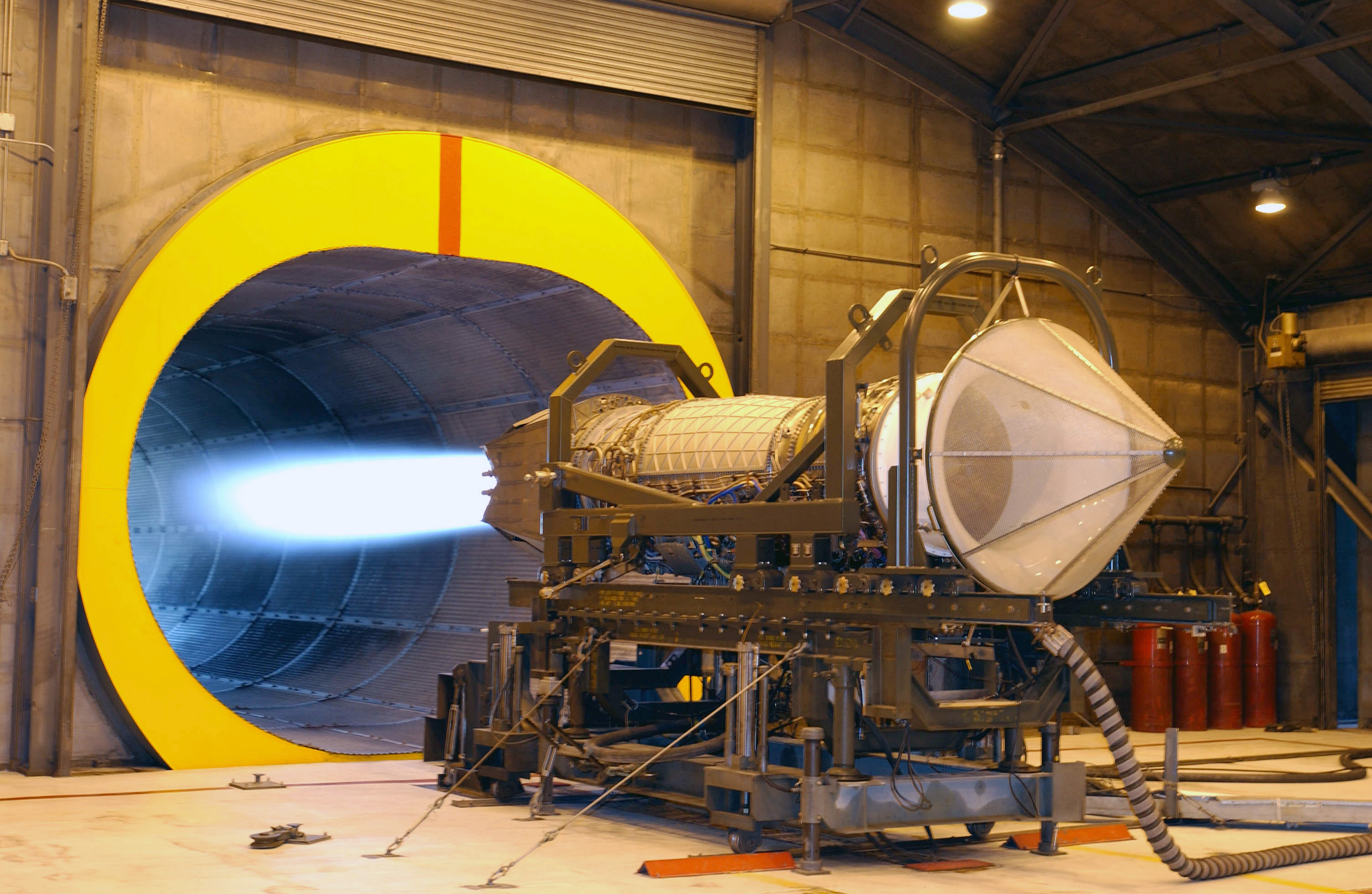
Imagen de un motor Pratt & Whitney F119, fabricado por Pratt & Whitney, empresa de UTC. El caza de combate F-22 Raptor está equipado con este motor

- Hamilton Test Systems: desarrollador de equipos de prueba con sede en Arizona. Fue vendido a Georgetown Partners en diciembre de 1990, cambiando su nombre a Envirotest Systems Corp. Actualmente es parte de Environmental Systems Products Holdings (ESPH).
- Inmont paint and resins: vendido a BASF.
- Mostek: fabricante de semiconductores.
- Norden Systems: empresa dedicada a la fabricación de sistemas electrónicos para uso militar, actualmente es parte de Northrop Grumman.
- UT Automotive: actualmente es una división de Lear Corporation.
- Turbo Power and Marine Systems, Inc: fabricante de generadores eléctricos de ciclo simple. Fue renombrado como Pratt & Whitney Power Systems en el año 2000[26]  y posteriormente fue vendida en mayo de 2013 a Mitsubishi Heavy Industry. Actualmente es una empresa del grupo MHI bajo el nombre PW Power Systems, Inc.[27]
- Hamilton Standard: famoso proveedor de partes relacionadas con las hélices de aeronave. Tras su fusión con Sundstrand Corporation se convirtió en Hamilton Sundstrand. Actualmente forma parte de UTC Aerospace Systems.
- UTC Power: vendida en febrero de 2013 a ClearEdge Power. Se dedicaba a la fabricación de pilas de combustible y distintos sistemas de generación para el ámbito civil, militar y espacial.
- Sikorsky Aircraft: una de las mayores empresas de construcción de helicópteros para uso comercial, industrial, institucional, gubernamental y militar, vendida a Lockheed Martin en 2015.[20]

## Donaciones a la política
Durante el periodo electoral en Estados Unidos de 2004, United Technologies fue el sexto mayor donante de la industria militar a las campañas políticas, aportando un total de 789.561 dólares, de ellos un 64% fueron a candidatos del Partido Republicano, de tendencia conservadora. En el periodo electoral de 2006, el 35% de las donaciones fueron al Partido Demócrata, mientras un 53% de los fondos fue al Partido Republicano.
En 2005, UTC fue una de las 53 entidades que contribuyeron con 250.000 dólares, el máximo permitido, a la ceremonia de envestidura de George W. Bush como presidente de los Estados Unidos.

## Filantropía
En 1981 los fondos aportados por UTC fueron los que hicieron posible la exposición Magnum: Photographs 1935-1981, celebrada en París y donde se expusieron fotografías de la agencia Magnum, agencia fundada en 1947 por los célebres fotógrafos Robert Capa, George Rodger, Henri Cartier-Bresson , William Vandivert y David Seymour.
En otoño de 2011, UTC fue el patrocinador de la exposición Aphrodite and the Gods of Love (Afrodita y los Dioses del amor) en el Museo de Bellas Artes de Boston.

## Críticas

### Su condición de contratista militar
Véase también (en inglés): 100 mayores contratistas del gobierno federal de EE.UU.
| Año 2019 | Compañía            | Total           |
| -------- | ------------------- | --------------- |
| 1        | Lockheed Martin     | 48.665 millones |
| 2        | Boeing              | 28.088 millones |
| 3        | General Dynamics    | 20.961 millones |
| 4        | Raytheon Company    | 16.350 millones |
| 5        | Northrop Grumman    | 16.101 millones |
| 7        | United Technologies | 8849 millones   |

UTC fue uno de los mayores contratistas militares del gobierno de Estados Unidos. Estados Unidos era a su vez el país del mundo que tenía un mayor gasto militar. A menudo los contratistas de defensa tienen que hacer frente a numerosas críticas. En primer lugar, está la preocupación de que el dinero de los contribuyentes no sea desperdiciado. Los multimillonarios contratos que el gobierno estadounidense concede al sector privado en el ámbito militar a menudo se traducen en enormes beneficios para estas empresas, que sus críticos consideran «beneficios excesivos». Entre sus detractores también existe la preocupación de que estas empresas, con fines de lucro y guiadas por intereses financieros, fomenten las guerras e invasiones de países por parte de Estados Unidos, con el único fin de obtener beneficios económicos mayores. 
Con un volumen de negocio estimado en 233.540 millones de dólares en 2011 para los 10 mayores contratistas militares (entre los que se encontraba UTC) según el SIPRI   y un negocio adicional de 100.000 millones de dólares para las compañías militares privadas,  este tipo de empresas posee un ciclo económico propio basado en un aumento de ingresos en momentos de guerra y una severa disminución en tiempos de paz. En este ámbito, UTC fue acusado por sus mayores críticos de constituir una «corporación criminal». En 1991, United Technologies fue condenada pon un tribunal de Estados Unidos a pagar una multa de tres millones de dólares por daños al medio ambiente. En junio de 2012, se descubrió que UTC había vendido tecnología militar a China. United Techonologies se declaró culpable de violar la Ley de Control de Exportación de Armas (Arms Export Control Act) y haber mentido. UTC y sus subsidiarias fueron multadas con 75 millones de dólares.

### Medio ambiente
En 2008, investigadores de la Universidad de Massachusetts Amherst identificaron a UTC como la 38.ª empresa más contaminante de Estados Unidos, con la emisión anual a la atmósfera de 110.000 libras (unos 49.800 kilogramos) de productos químicos  incluyendo manganeso, níquel, cromo y otros compuestos relacionados altamente contaminantes.
En 2006 la empresa se unió a la Bolsa del Clima de Chicago como miembro de las Fases 1 y 2.